# Illinois (staat)
Illinois (IPA: [ɪlɨˈnɔɪ]) is een van de vijftig staten van de Verenigde Staten. De hoofdstad is Springfield en de standaardafkorting is IL.
De staat is vernoemd naar de gelijknamige indianenstam en werd op 3 december 1818, als 21ste, een staat van de Verenigde Staten.
Het is in demografisch opzicht de meest diverse staat van het Middenwesten en staat op de vijfde plaats van dichtstbevolkte staten in het hele land. Met Chicago in het noordoosten, kleine industriële steden en veel landbouwbedrijven in het centrale deel en westen van Illinois en verder nog natuurlijke grondstoffen zoals kool, hout en aardolie in het zuiden, heeft Illinois een brede economische basis. Illinois is een belangrijk kruispunt voor transportaangelegenheden. De haven van Chicago verbindt de Grote Meren met de Mississippi River via de Illinois River. Illinois wordt geregeld beschouwd als een microkosmos van de Verenigde Staten. Volgens een analyse van de Associated Press van 21 demografische factoren wordt Illinois als de "meest gemiddelde staat" bevonden, terwijl het dorp Peoria in Illinois lange tijd de figuurlijke sociale en culturele doorsnede vormde.

## Geschiedenis
Met een inwoneraantal van bijna 40.000 was tussen 1300 en 1400 n.Chr. de stad Cahokia, in het zuiden van de staat, de grootste stad in het huidige gebied van de Verenigde Staten. Pas na 1790 werd het door New York in inwoneraantal overtroffen. Geleidelijk aan werd Cahokia en het omringende gebied verlaten en op het moment van de Amerikaanse Revolutie leefden nog slechts 2000 inheemse jagers en een klein aantal Franse dorpsbewoners (de zogenaamde "Habitants") in het gebied van Illinois. Migrerende kolonisten van de Verenigde Staten begonnen in de jaren 1810 toe te stromen vanuit Kentucky. Illinois trad in 1818 toe tot de Amerikaanse Unie als staat. Chicago werd gesticht in 1830 aan de oevers van de Chicago River met een der weinige natuurlijke havens in het zuiden van het Michiganmeer. De spoorwegen en de zelfreinigende ploeg (uitvinding van John Deere) toverden de vruchtbare prairies van het centrale deel van Illinois om in een der meest productieve en waardevolle landbouwgronden ter wereld. Dit zorgde ervoor dat immigrerende boeren met een Duitse en Zweedse afkomst werden aangetrokken.
Tijdens de Amerikaanse Burgeroorlog behoorde Illinois tot de Unie.
Tegen 1900 trok de groei van arbeidsplaatsen in de noordelijke steden en kolenmijnen in de centrale en zuidelijke delen immigranten uit Oost-Europa en Zuid-Europa aan. De industrie maakte van Illinois een belangrijk arsenaal in beide wereldoorlogen. De Grote Afrikaans-Amerikaanse Migratie van de rurale Zuidelijke Verenigde Staten naar Chicago creëerden een grote en belangrijke gemeenschap die aanleiding gaven tot de bekende jazz- en bluescultuur van de stad. Tegenwoordig woont ongeveer 74% van de bevolking van Illinois in het noordoosten van de staat, voornamelijk in de stad Chicago en de grootstedelijke omgeving van de stad.
Drie Amerikaanse presidenten werden verkozen op het moment dat ze nog in Illinois woonden: Abraham Lincoln, Ulysses S. Grant en Barack Obama. De enige president die er in feite ook is geboren was Ronald Reagan. Hij werd geboren in Tampico en groeide op in Dixon. Lincoln is de enige president die werd begraven in Illinois (in Springfield). Lincolns nalatenschap wordt nog steeds herdacht, onder meer in een der officiële bijnamen van de staat: Land of Lincoln.

## Oorsprong van de naam
"Illinois" is de huidige schrijfwijze voor de naam die Franse missionarissen en ontdekkingsreizigers vroeger gaven aan het volk in Illinois. Het werd op verschillende manieren geschreven in de historische bronnen. De gebruikelijke uitspraak is Illinoi, zonder slot-s. De verfranste uitspraak Illinwa is niet correct.
De betekenis van de naam Illinois wordt gewoonlijk vertaald als 'man' of 'mannen' in de Miami-Illinois-taal waarbij het oorspronkelijke iliniwek via het Frans omgevormd wordt tot Illinois. Deze etymologische verklaring wordt hoe dan ook niet ondersteund door de Illinois-taal zelf waarin het woord voor 'man' in feite ireniwa is en het meervoud 'mannen' ireniwaki wordt. Er wordt ook gedacht dat de naam Illiniwek tevens "stam van superieure mannen" betekent, maar dit is slechts niet meer dan volksetymologie. Feitelijk is de naam "Illinois" afgeleid van het werkwoord irenwe·wa, wat "hij spreekt op de gewone manier" betekent in het Miami-Illinois. Vervolgens werd dit opgenomen in het Ojibwe, misschien ook in het Ottawa-dialect, en omgevormd tot ilinwe· (meervoud ilinwe·k). Deze vormen werden nadien geleend door het Frans waarbij de eind-'we' verfranst werd tot -ois. Het huidige Illinois verscheen voor het eerst in het begin van de jaren 1670. Volgens alle drie de Franse woordenboeken van het Illinois uit de missionarisperiode was de naam die de Illinois aan zichzelf gaven Inoka waarvan de betekenis onbekend is.

### Bijnamen
De staat is ook wel bekend als '(The) Land of Lincoln', omdat president Abraham Lincoln er opgroeide. Nog een andere bijnaam is 'Prairie State'.

## Geografie
De staat Illinois beslaat 140.998 km². Het hoogste punt is de top van Charles Mound (376 m).
Illinois grenst in het noorden aan het Michiganmeer en de staat Wisconsin, in het westen aan Iowa en Missouri en in het oosten aan Indiana en Kentucky.
De gehele westgrens wordt gedefinieerd door de rivier de Mississippi, een gedeelte van de zuidoostgrens door de Ohio. Dwars door de staat loopt de rivier de Illinois, die in de Mississippi uitmondt. Die uitmonding is zeer breed.
De staat ligt in de Central-tijdzone.

## Demografie en economie
In 2015 telde Illinois 12.859.995 inwoners (89,4 per km²). Meer dan 20% is van Duitse afkomst. Het bruto product van de staat bedroeg in 1999 446 miljard dollar. De Rooms-katholieke kerk is de grootse religieuze organisatie in deze staat.
Chicago, de derde stad van de VS, is met 2,5 miljoen inwoners verreweg de grootste stad in Illinois. De totale agglomeratie Chicago, die ook aangrenzende delen van Indiana en Wisconsin omvat, heeft 9.157.540 inwoners (volkstelling 2000).
Sommige voorsteden van de agglomeratie Saint Louis, Missouri liggen binnen de grenzen van Illinois (bijvoorbeeld de stad East Saint Louis).

## Taal
78% van de inwoners spreekt thuis Engels en voor 13% van de bevolking is Spaans de voertaal in huiselijke kringen. Pools (2%) en Chinees (1%) vormen de derde en vierde grootste taal.

## Bestuurlijke indeling
Illinois is onderverdeeld in 102 county's.

## Politiek
Aan het hoofd van de uitvoerende macht van de staat staat een gouverneur, die direct gekozen wordt door de kiesgerechtigden in de staat. De gouverneursverkiezing van 2018 werd gewonnen door J. B. Pritzker van de Democratische Partij. Hij trad in januari 2019 aan als gouverneur van Illinois.
De wetgevende macht wordt vervuld door de Algemene Vergadering van Illinois (Illinois General Assembly) bestaande uit het Huis van Afgevaardigden van Illinois (Illinois House of Representatives) met 118 leden en de Senaat van Illinois (Illinois Senate) met 59 leden. Sinds de verkiezingen van 2002 hebben de Democraten een meerderheid in beide kamers.
Sinds 1983, met een korte onderbreking in 1995-1997, is Democraat Michael Madigan voorzitter van het Huis van Afgevaardigden. Sinds 1998 is hij ook voorzitter van de Democratische Partij van Illinois. Door zijn macht wordt hij vaak aanzien als de "echte gouverneur van Illinois". Zijn dochter, Lisa Madigan, is procureur-generaal van Illinois sinds 2013; ze stelt zich echter niet herverkiesbaar in 2018.

## Toerisme
Verreweg de grootste attractie van Illinois is de stad Chicago, tevens een der grootste steden van de VS, met haar musea, wolkenkrabbers, architectuur, het Michiganmeer en de directe omgeving.
Door Illinois lopen een aantal nationale toeristische routes:
- National Historic Trail
- Illinois & Michigan Canal National Heritage Corridor
- Lewis & Clark National Historic Trail
- Mormon Pioneer National Historic Trail
- Trail Of Tears National Historic Trail
- De historische Route 66 van Chicago naar Los Angeles, bezongen door onder andere de The Rolling Stones

In de hoofdstad Springfield ligt het geconserveerde huis van Abraham Lincoln. In Tampico staat het geboortehuis van voormalig president Ronald Reagan, waar hij tevens zijn jeugd doorbracht, open voor bezoek.
Illinois heeft een groot aantal staatsparken, waaronder het Starved Rock Park aan de rivier Illinois. In dit park ligt een heuvel waar Indiaanse stammen elkaar hebben belegerd en uitgehongerd.

## Onderwijs
In Illinois bevinden zich talrijke onderwijsinstellingen.
| - Augustana College - Aurora University - Barat College - Benedictine University - Blackburn College - Bradley University - The Chicago School of Professional Psychology - Chicago State University - College of DuPage - Columbia College - Concordia University, River Forest - DePaul University - DeVry University, DuPage - Dominican University - East-West University - Eastern Illinois University - Elmhurst College - Erikson Institute - Eureka College - Governors State University - Greenville College - Illinois College - Illinois Institute of Technology - Illinois State University - Illinois Wesleyan University - Judson College - Kendall College - Knox College - Lake Forest College - Lakeview College of Nursing - Lewis University - Lincoln Christian College and Seminary - Loyola University Chicago - Lutheran School of Theology at Chicago - McKendree College - McMurray College |  | - Midwestern University - Millikin University - Monmouth College - Moody Bible Institute - National University of Health Sciences - National-Louis University - North Central College - North Park College and Theological Seminary - Northeastern Illinois University - Northern Illinois University - Northwestern University - Olivet Nazarene University - Principia College - Quincy University - Robert Morris College - Rockford College - Roosevelt University - Rush University - Saint Anthony College of Nursing - St. Xavier University - School of the Art Institute of Chicago - Shimer College - Southern Illinois University System - Southern Illinois University Carbondale - Southern Illinois University Edwardsville - Spertus Institute of Jewish Studies - Trinity Christian College - Trinity International University - Universiteit van Chicago - University of Illinois System - University of Illinois at Chicago - University of Illinois at Springfield - University of Illinois at Urbana-Champaign - University of St. Francis - Western Illinois University - Wheaton College |